# Uroecobius ecribellatus
Uroecobius ecribellatus is een spinnensoort in de taxonomische indeling van de spiraalspinnen (Oecobiidae).
Het dier behoort tot het geslacht Uroecobius. De wetenschappelijke naam van de soort werd voor het eerst geldig gepubliceerd in 1976 door Kullmann & Zimmermann.